# Zingiber campanulatum
Zingiber campanulatum là một loài thực vật có hoa trong họ Gừng. Loài này được Thachat Jayakrishnan, Alfred Joe, Vadkkoot Sankaran Hareesh và Mamiyil Sabu miêu tả khoa học đầu tiên năm 2021.

## Mẫu định danh
Mẫu định danh: T. Jayakrishnan & Nikhil Krishna 150203; thu thập ngày 18 tháng 7 năm 2016, Ấn Độ, cao độ ~400 m, 20 km từ Roing đến Chidu, gần Chidu, huyện Thung lũng Hạ Dibang, bang Arunachal Pradesh, Ấn Độ. Mẫu holotype lưu giữ tại Đại học Calicut ở Malappuram, Kerala (CALI), mẫu isotype lưu giữ tại Cục Khảo sát Thực vật Ấn Độ tại Howrah, Tây Bengal (CAL).

## Từ nguyên
Tính từ định danh campanulatum (giống đực: campanulatus, giống cái: campanulata) trong tiếng Latinh có nghĩa là 'hình chuông'; liên quan đến miệng hoa hình chuông của loài này.

## Phân bố
Loài này là đặc hữu bang Arunachal Pradesh, đông bắc Ấn Độ. Z. campanulatum chỉ được biết đến ở Chidu, huyện Thung lũng Hạ Dibang thuộc bang Arunachal Pradesh. Loài này mọc ven các suối nước trong tầng dưới tán của rừng thường xanh ở cao độ 300–400 m cùng với các loài như Musa itinerans, M. cheesmanii, M. sikkimensis, Impatiens roingensis, Begonia spp., Hedychium spp.

## Phân loại
Z. campanulatum được xếp trong tổ Cryptanthium.

## Mô tả
Cây thảo thân rễ lâu năm. Thân rễ mọng, đường kính 1,5–2 cm, với một số nhánh, vỏ màu nâu sáng, ruột màu vàng kem với ánh hơi xanh lam ở một số chỗ và vòng ngoài màu ánh hồng; rễ dài và mập, củ hình thoi, 4–6 × 3–3,5 cm, màu kem. Chồi lá cao 0,8–1,75 m, lá 8–14 khi ra hoa; thân giả dài 60–90 cm, màu xanh lục, thưa lông tơ; bẹ gốc không phiến lá 3–5, màu ánh tía về phía đỉnh, màu xanh lục về phía đáy, nhẵn nhụi hoặc thưa lông tơ; lưỡi bẹ hình tam giác, 2 thùy, dài 5–8 mm, đỉnh cắt cụt, màu xanh lục với ánh tía ở đỉnh, có lông tơ; cuống lá gần như không có, dạng gối; phiến lá thuôn dài, 29–35 × 9,5–10,5 cm, đỉnh nhọn thon, đáy hình nêm, mép nguyên, mặt gần trục màu xanh lục, nhẵn nhụi, mặt xa trục màu xanh lục sáng với ánh tía, thưa lông tơ. Cụm hoa 1–3, là cành hoa bông thóc mọc từ thân rễ, dài 7,5–25 cm, 1 hoặc 2 hoa nở cùng một lúc; cuống cụm hoa 6–13 × 1–2 cm, với lá bắc bao ngoài màu trắng kem phồng lên, được bao phủ bởi các lá bắc vô sinh màu kem với ánh tía ở đỉnh và mép; cành hoa bông thóc hình trứng, gồm 12–22 lá bắc sinh sản; các lá bắc sinh sản hình trứng ngược hẹp, 4–5 × 1,5–1,7 cm, đỉnh nhọn, màu ánh tía về phía đỉnh và mép với phần trung tâm và đáy màu kem, mặt trong có lông tơ và mặt ngoài nhẵn nhụi; lá bắc vô sinh lớn hơn lá bắc phía trên, bao quanh 1 hoa, hình trứng rộng; lá bắc con hình trứng hẹp, 3–4 × 1–1,3 cm, đỉnh nhọn, màu kem với ánh tía ở đỉnh, nhẵn nhụi cả hai mặt. Hoa dài 6–8 cm; đài hoa hình ống chẻ một bên, 1,5–1,7 × 0,8–1 cm, đỉnh chẻ ba, màu trắng, mặt ngoài có lông tơ, mặt trong nhẵn nhụi; ống tràng hoa dài 5–5,3 cm, nhẵn nhụi, màu trắng kem, phần trên màu vàng kem; thùy tràng lưng hình trứng hẹp, 3–3,5 × 1–1,2 cm, lõm, nhọn thon ở đỉnh, màu kem với các gân trong mờ, mặt ngoài có lông tơ, mặt trong nhẵn nhụi; các thùy tràng bên hình tam giác, 2,4–2,6 × 1–1,2 cm, đỉnh nhọn, nhanh cong vào ngay sau khi hoa nở, màu kem hoặc vàng kem với các gân trong mờ, mặt ngoài có lông, mặt trong nhẵn nhụi, miệng hoa hình chuông; cánh môi hình elip, 2,3–2,5 × 1,5–1,9 cm, đỉnh thuôn tròn, màu tía sẫm với đáy màu vàng kem, các đường màu kem về phía tâm và các chấm màu kem ở biên; nhị lép bên hình trứng, 2,5–3 × 5–7 mm, đỉnh cắt cụt, hợp sinh 3/4 với cánh môi, màu ánh hồng với các chấm và đường màu kem, đáy màu trắng kem; nhị 3–3,4 × 0,5–0,6 cm; chỉ nhị tiêu giảm dài khoảng 1 mm, mô liên kết nhẵn nhụi, màu vàng kem; mô vỏ bao phấn 1,5–1,8 × 0,25–0,3 cm; mào bao phấn dạng mỏ dài 1–1,5 cm, màu tía sẫm, bao quanh đầu nhụy, nhẵn nhụi. Vòi nhụy hình chỉ, màu trắng, đầu nhụy hình chén, lỗ nhỏ có lông rung. Bầu nhụy 6–7 × c. 5 mm, hình trụ, màu kem, 3 ngăn, noãn đính trụ, rậm lông tơ; tuyến trên bầu dài như bầu nhụy, dài 7–8 mm, màu kem, thẳng. Quả nang hình trứng, 4–5 × 2–2,5 cm, màu trắng ánh đỏ, 3 ngăn, nhẵn nhụi, đài hoa và phần đáy ống tràng hoa bền, lá bắc và lá bắc con bền. Hạt 5–6 × ~3 mm, màu trắng khi non, có áo hạt, 8–10 mỗi ngăn. Ra hoa tháng 6-8, nở vào buổi sáng và se lại trong vòng 24 giờ. Quả tháng 8-9.
Z. campanulatum tương tự như Z. mizoramense và Z. arunachalense, nhưng khác với Z. mizoramense ở chỗ có lưỡi bẹ có lông tơ (so với nhẵn nhụi), cuống cụm hoa dài 6–13 cm (so với 1–1,5 cm), lá bắc con hình tam giác-hình trứng hẹp, các thùy tràng hoa màu kem (so với màu ánh tía), các nhị lép bên hợp sinh (so với rời) và khác với Z. arunachalense ở chỗ có phiến lá thuôn dài (so với hình trứng đến hình trứng hẹp), cụm hoa dài 7,5–25 cm với cành hoa bông thóc thuôn dài màu kem (so với hình trứng hẹp), các lá bắc hình trứng ngược hẹp (so với hình trứng hẹp), màu kem với ánh tím ở mép (so với màu nâu ánh tía), miệng hoa hình chuông (so với hình ống), cánh môi hình elip với đỉnh thuôn tròn (so với hình trứng, đỉnh nhọn).